# Höhle von Lascaux
Die jungpaläolithische Höhle von Lascaux (genannt auch Grotte von Lascaux) im französischen Département Dordogne enthält bedeutende Höhlenmalereien aus der archäologischen Kultur Magdalenien, die der frankokantabrischen Höhlenkunst zugeordnet werden.
Seit 1979 zählt die Höhle zusammen mit anderen Fundorten und Höhlen im Tal der Vézère zum Weltkulturerbe der UNESCO. Die Höhle von Lascaux liegt in der Nähe von Montignac-Lascaux.

## Geographie und Geologie
Koordinaten: 45° 3′ 14″ N, 1° 10′ 15″ O
Die Höhle liegt auf der linken Talseite der Vézère, etwa zwei Kilometer südlich von Montignac, zu dessen Gemeindegebiet sie gehört. Sie kann über die D 704 und anschließend über die rue la Grande Bechade erreicht werden.
Der Hang, in dem die Höhle liegt, ist aus Kalken des Coniaciums gebildet. Im Vergleich zu anderen Höhlen des Périgord Noir (Schwarzer Périgord) ist die Höhle von Lascaux relativ trocken, da sie von einem Mergelhorizont gegen Wasserinfiltritation abgedichtet wird und somit auch kein nennenswerter Kalzitüberzug entstehen konnte.

## Geschichte der Höhle seit der Entdeckung

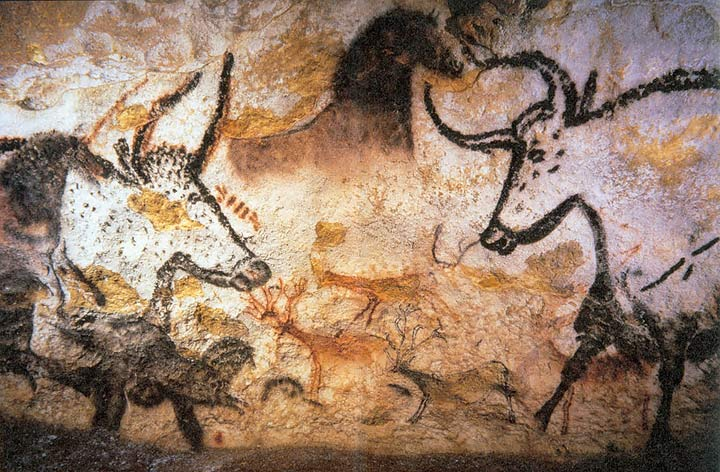
Höhlenmalerei aus Lascaux

Die Höhle von Lascaux ist innerhalb der frankokantabrischen Höhlenkunst von herausragender kultureller Bedeutung, vergleichbar mit der Höhle von Altamira, der Cosquer-Höhle und der Chauvet-Höhle. Die Höhle wurde am 12. September 1940 von vier jungen Männern, Marcel Ravidat, Jacques Marsal, Georges Agniel und Simon Coencas entdeckt. Bereits am 21. September traf Henri Breuil ein und veröffentlichte noch im selben Jahr eine erste wissenschaftliche Beschreibung. Er datierte die Kunstwerke ins Périgordien.
1949 führten Breuil, Séverin Blanc und Maurice Bourgon Grabungen in der Höhle durch, in deren Verlauf sie verzierte Speerspitzen aus Rentiergeweih entdeckten. Zwischen 1952 und 1963 nahm André Glory eine Bestandsaufnahme der Kunstwerke vor und realisierte 1433 Abpausungen (heutiger Stand: 1900).
1948 wurde die Höhle für die Allgemeinheit geöffnet. Zu diesem Anlass wurde der Höhlenboden ausgeschachtet und abgesenkt, eine elektrische Beleuchtung installiert, eine Treppe eingebaut und eine schwere Bronzetür an den Eingang gesetzt, um das Höhlenklima (von konstanten 14 °C) nicht allzu stark zu destabilisieren. Die von etwa 1.200 Besuchern pro Tag abgegebene Atemluft beschädigte die Bilder jedoch deutlich. Kondenswasser und organische Substanzen führten zur Bildung von Schimmel. Deshalb wurde die Höhle 1963 für den Publikumsverkehr geschlossen und mit einem aufwendigen Belüftungs- und Klimaregulierungssystem versehen. Die Bilder wurden restauriert und werden seither täglich überwacht.
Es folgten Untersuchungen von Annette Laming-Emperaire, ab 1975 von André Leroi-Gourhan und seinem multidisziplinären Team und zwischen 1989 und 1999 von Norbert Aujoulat.
In der Höhle bedroht neben weißem Pilzbefall (Fusarium solani), der in Symbiose mit dem Bakterium Pseudomonas fluorescens auftritt, schwarzer Schimmel weiter die berühmten Wandmalereien. Nach einer Behandlung mit Pilzvernichter breitet sich der schwarze Schimmel zwar nicht mehr aus, aber er bildet sich auch nicht zurück, wie der Leiter des wissenschaftlichen Ausschusses für die Höhle, Marc Gauthier, im Februar 2009 mitteilte.

## Datierung der Höhlenbilder
Ursprünglich wurden die Höhlenmalereien dem frühen Magdalénien zugerechnet, etwa dem Zeitraum zwischen 17.000 und 15.000 v. Chr. Durch das Auffinden von älteren Artefakten aus dem Solutréen sind inzwischen Zweifel an dieser Zuordnung laut geworden. Autoren wie Norbert Aujoulat halten die Höhle sogar für noch älter und nähern sich somit wieder der von Breuil geäußerten Vermutung der Zuordnung zum Périgordien (ca. 36.000 – 19.000 v. Chr.).

## Räumlicher Aufbau

Plan der Höhle

### Gangsystem der Höhle
Die Höhle bzw. Grotte von Lascaux ist relativ klein; ihr gesamtes Gangsystem mit einem maximalen Höhenunterschied von 30 Metern ist nicht länger als 250 Meter. Die Höhle besteht aus zwei Niveaus, wobei sich die Kunstwerke ausschließlich im oberen, kohlendioxidfreien Niveau befinden.
Der nach Ostsüdost ausgerichtete Eingang wurde in drei Schleusenkammern umgewandelt. Dahinter erreicht man den 17 Meter langen, 6 Meter breiten und 7 Meter hohen Saal der Stiere (französisch Salle des taureaux). Weiter in derselben Richtung verengt sich die Höhle zum etwa gleich langen Diverticule axial (axialer Seitengang).
Vom Saal der Stiere zweigt rechter Hand in nördlicher Richtung ein Seitengang ab, die 15 Meter lange Passage. Hinter der Passage folgt das 20 Meter lange, höher liegende Nef (Schiff). Das Schiff geht in einen nicht bemalten Gang über und endet schließlich im Diverticule des Félins (Seitengang der Großkatzen), einem 20 Meter langen engen Gang.
Zwischen Passage und Schiff öffnet sich nach Osten ein weiterer Seitengang. Er beginnt mit der Abside (deutsch Apsis), einem halbrunden Saal. Dahinter liegt der Puits (Schacht), eine 4 bis 5 Meter tiefe Schachtöffnung, die ins tiefere Netzwerk der Höhle führt.

### Lage der Felsbilder
Die Felsbilder verteilen sich wie folgt auf die einzelnen Höhlenabschnitte.
Saal der Stiere (frz. Salle des taureaux)
Der Saal der Stiere stellt zweifellos den spektakulärsten Abschnitt der Höhle von Lascaux dar. Er enthält nur Malereien, da die Wände von Kalzit überzogen sind und sich für Ritzzeichnungen nur schlecht eignen. Einige der Abbildungen können beeindruckende Dimensionen annehmen, wie beispielsweise der berühmte „Stier“ – Wahrzeichen der Dordogne – mit 5,20 Metern.
Auf den beiden Wandseiten sind große Auerochsen dargestellt, zwei auf der Nordseite und drei auf der Südseite. Die Auerochsen auf der Nordseite werden von zehn Wildpferden und einem etwas rätselhaften Tier, dem sogenannten Licorne (Einhorn) begleitet. Die drei großen Auerochsen auf der Südseite werden von drei kleineren, in Rot gemalten Auerochsen, sechs kleineren Hirschen und dem einzigen in Lascaux vorhandenen Bären umrahmt. Der Bär, nur sehr schlecht zu erkennen, überdeckt den Bauch eines Auerochsen.
Axialer Seitengang (Diverticule axial)

Malerei im Axialen Divertikel: Rote Kuh und „Chinesisches“ Pferd (Replik)

Der axiale Seitengang ist ebenfalls mit Rindern und Pferden ausgeschmückt, welche hier aber von Hirschen und Steinböcken begleitet werden. In 2,50 Meter Höhe befindet sich ein mit schwarzem Manganoxid gezeichnetes Wildpferd. Sogar über die Decke ziehen sich Tierabbildungen, die nur mittels eines Gerüsts angebracht werden konnten. Zwischen den Tieren finden sich immer wieder verschiedene Zeichen wie z. B. Stäbe, Punkte und rechteckige Muster.
Passage
Die Passage enthält heute kaum mehr zu identifizierende Ausschmückungen, die wahrscheinlich schon vor langer Zeit der Luftzirkulation zum Opfer fielen.
Schiff (Nef)
Das Schiff besteht aus vier Figurengruppen, darunter eine schwarze Kuh, schwimmende Hirsche und Wisente. Die Figuren sind umgeben von rätselhaften geometrischen Zeichen und Mustern (Schachbrettmuster).
Seitengang der Großkatzen (Diverticule des Félins)
Im Seitengang der Großkatzen wurde eine Gruppe dieser Raubtiere in die Felswand graviert. Eine von ihnen ist offensichtlich dabei, ihr Territorium zu markieren. Die Ritzzeichnungen sind in einem recht naiven Stil ausgeführt. Neben den Großkatzen finden sich auch andere Tiere sowie symbolische Zeichen. Ein Pferdekopf wurde von vorn abgebildet – etwas ungewöhnlich für die Kunst des Jungpaläolithikums, in der die abzubildenden Objekte meist im Profil oder mit einer „verschrobenen“ Perspektive dargestellt wurden.
Apsis (Abside)
Die Abside enthält mehr als tausend Ritzzeichnungen, die gelegentlich gemalte Tierdarstellungen und Symbolzeichen überlagern. Darunter befindet sich die einzige Abbildung eines Rentiers in Lascaux.
Schacht oder Brunnen (Puits) 

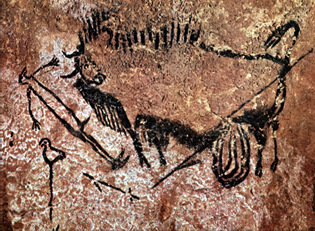
Sogenannte „Schachtszene“, Darstellung im Schacht (Ausschnitt)

Im Abstieg zum Schacht findet sich eine der überaus seltenen Darstellungen eines Menschen in der steinzeitlichen Höhlenmalerei: ein Mann mit Vogelkopf scheint nach hinten umzufallen, sein Penis ist erigiert. Rechts von dem Mann befindet sich ein Wisent, auf dessen Körper ein Speer liegt. Darunter stellen schwarze konzentrische Linien Blut oder die Eingeweide dar. Neben dem Mann steckt eine Stange mit einem Vogel am Ende. Links entfernt sich ein (Woll-)Nashorn (außerhalb des hier gezeigten Bildausschnitts).
Weitere Symbolzeichen in dieser Komposition:
- Zwischen Mann und Nashorn sind drei doppelpunktartige Zeichen angebracht, welche auch im Seitengang der Großkatzen, dem entlegensten Teil der Höhle, zu sehen sind.
- Unterhalb des Mannes und des Wisents lässt sich ein gestricheltes Symbol mit einseitiger Spitze und zwei Widerhaken am Ende erkennen. Dieses Symbol wurde auch an anderen Wänden angebracht; es befindet sich außerdem auf gefundenen Speeren und auf der in der Nähe des Schachts entdeckten Öllampe.

Die Einzelelemente der Komposition des Brunnens stehen eindeutig in Bezug zueinander – anders als in der sonst üblichen Darstellungsweise. André Leroi-Gourhan sieht in dieser Szene eine Begebenheit mythologischer Natur, die nur schwer zu interpretieren ist.

## Verwendete Farben
Elektronenmikroskopische Untersuchungen an Farbresten bestätigen eine recht vielfältige Farbpalette. Schwarze Farben korrespondieren mit unterschiedlichen, aus der Umgebung stammenden Manganoxiden und Holzkohle. Orange, gelbe und rote Farbtöne gehen auf unterschiedliche Eisenoxide zurück. Die Farben wurden direkt aufgetragen, ohne vermischt oder thermisch verändert worden zu sein.

## Archäologische Funde

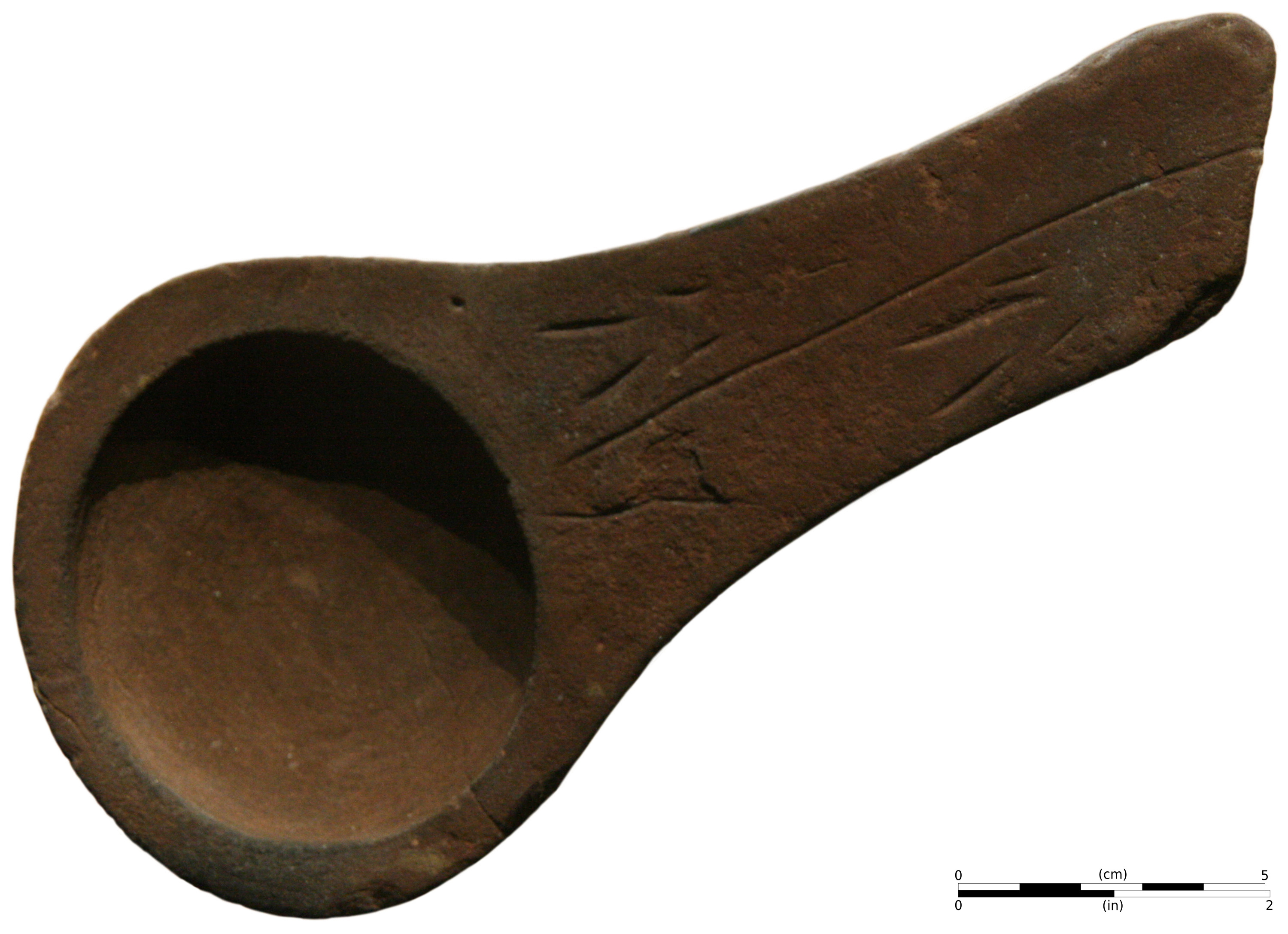
Öllampe aus rotem Sandstein, gefunden in der Nähe des Brunnens

Die meisten archäologischen Funde wurden im Verlauf der Arbeiten an den Eingangsschleusen, bei Ausschachtungen in verschiedenen Sälen oder bei systematischen Grabungen am Brunnen ans Licht gefördert. Darunter sind 403 Steinartefakte, 28 Knochenwerkzeuge, Schmuck (10 Muschelumhänge), 113 tierische Überreste, zahlreiche Holzkohlenstücke, größere Pflanzenreste und mehrere Fragmente benutzter Farben.
Im Schiff fanden sich auf einem Sims unterhalb des Bildes der Kuh mehrere Lampen sowie Farb- und Nahrungsreste. In der Abside wurden zahlreiche Gegenstände wie z. B. Speerspitzen, Schaber, Bohrer und Lampen zurückgelassen. Auch im Brunnen tauchten mehrere Artefakte auf – beispielsweise Speerspitzen, Farbreste, durchbohrte Muscheln und Lampen, darunter ein Exemplar in rotem Sandstein, dessen Henkel mit dem oben bereits erwähnten gestrichelten Symbol verziert ist.

## Nachbildungen, Museen, Ausstellungen

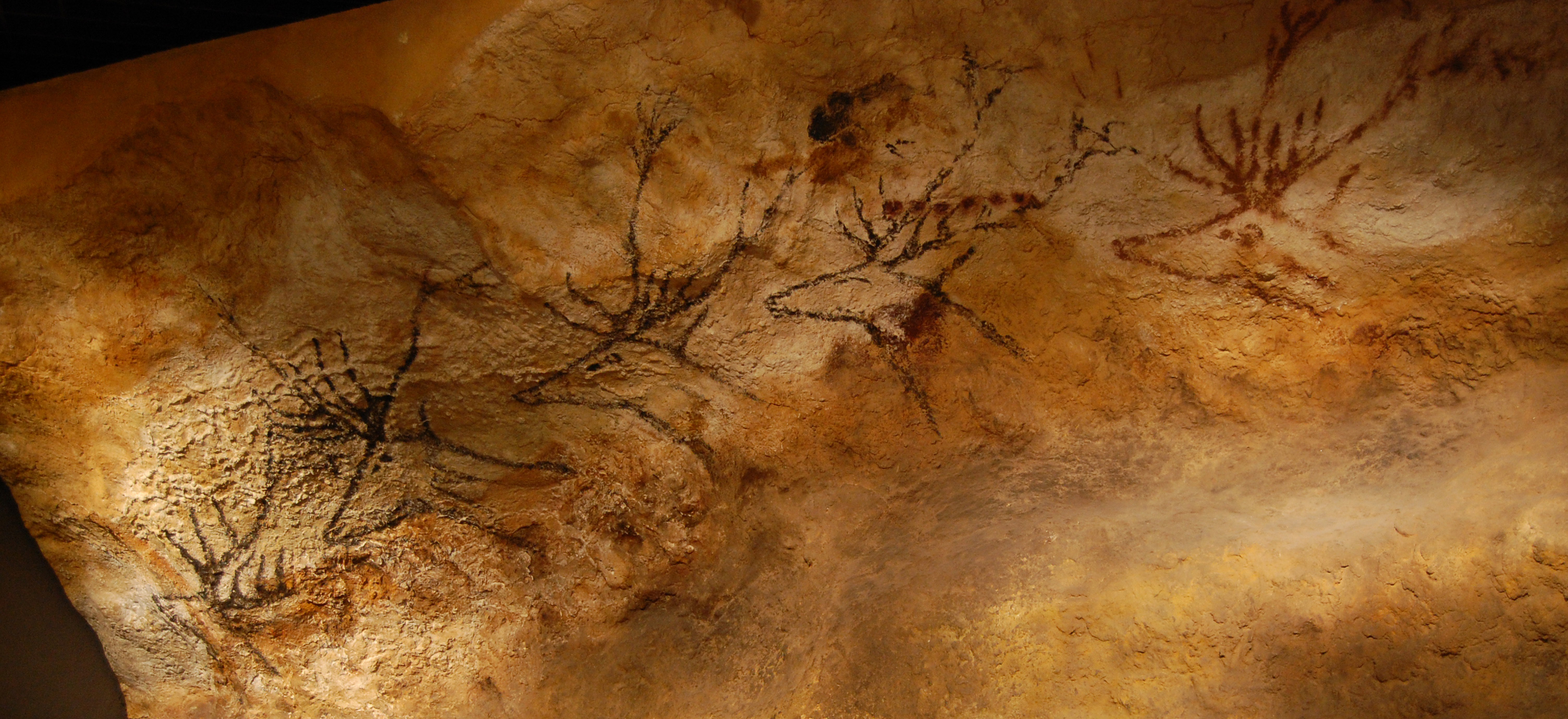
Fries der schwimmenden Hirsche (Replik, Musée d'Aquitaine, Bordeaux)

### Lascaux 2
1983 wurde Lascaux 2 für die Allgemeinheit eröffnet: eine exakte Nachbildung des Saals der Stiere und des axialen Seitengangs, nur 200 Meter von den Originalen entfernt. Der Eingang führt, einen authentischen Eindruck vermittelnd, in den Untergrund.
Mit 250.000 Besuchern jährlich (2011) handelt es sich um die meistbesuchte Sehenswürdigkeit der Dordogne.
 Vor 1983 befand sich diese Nachbildung auf einer Wanderausstellung. So war diese z. B. 1982 im Roemer- und Pelizaeus-Museum Hildesheim zu sehen.
Abbildungen und Reproduktionen anderer Kunstwerke aus Lascaux können im Museum für Prähistorische Kunst Le Thot bei Montignac besichtigt werden.

### Lascaux 3
Daneben gibt es die Wanderausstellung Lascaux 3 mit Nachbildungen von Kunstwerken aus dem Schiff und dem Brunnen. Bis 2020 wurden die Repliken weltweit in mehreren Ländern gezeigt: Nach Stationen in Bordeaux (2012, 100.000 Besucher), Chicago (2013, 325.000 Besucher), Houston (2013/2014, 200.000 Besucher), Montreal (2014), Genf (2015/2016) und Gwangmyeong (2016) folgten Tokio (2016/2017), Fukuoka (2017) und München (2019).

### Lascaux 4

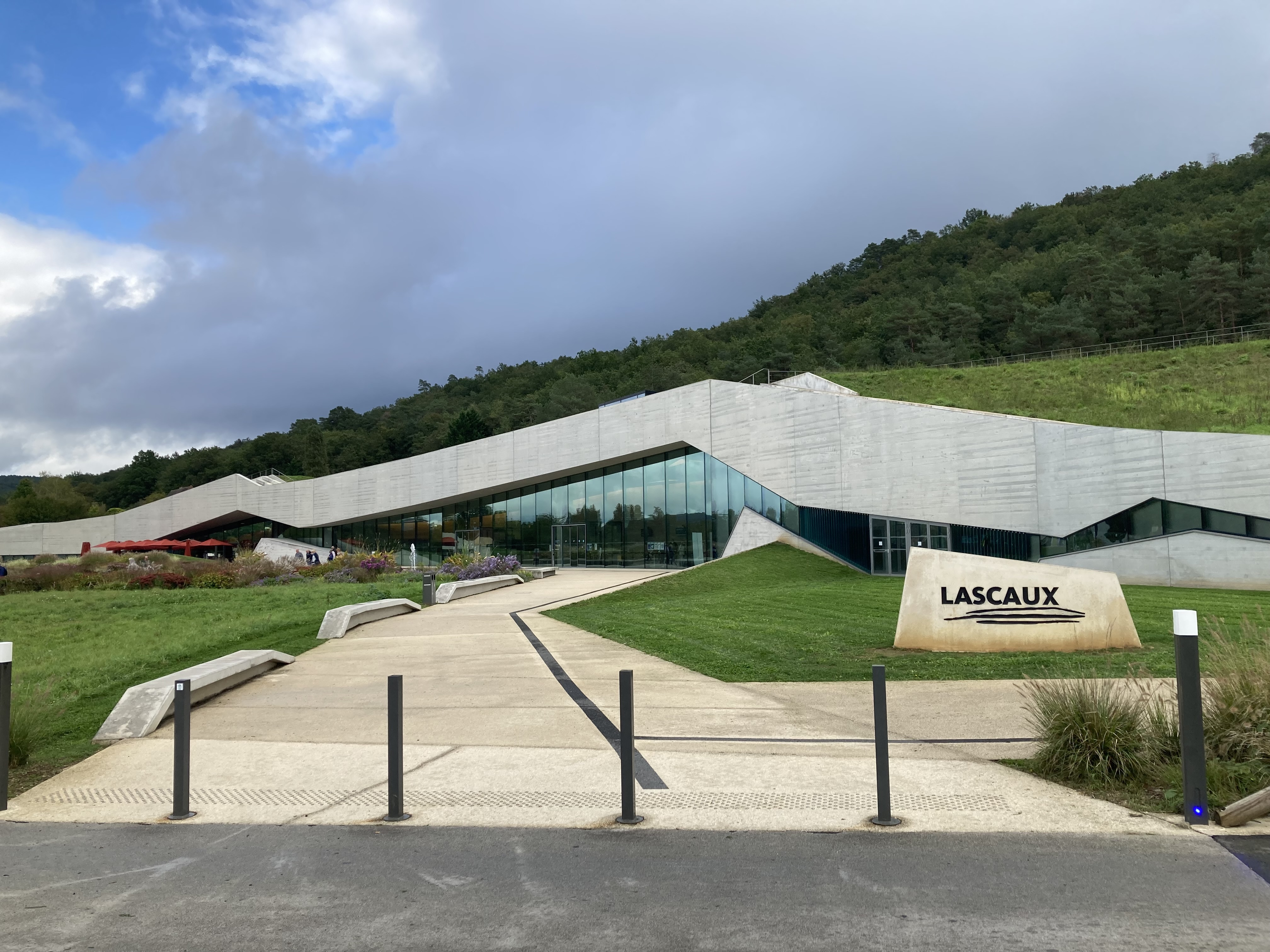
Eingangsbereich zu Lascaux IV

Der architektonisch beeindruckende Museumsbau Centre International d’Art Pariétal – Lascaux IV in Montignac präsentiert der Öffentlichkeit Kopien sämtlicher Kunstwerke aus der Höhle.
Hierfür wurden die Höhlensysteme in ihrer Oberflächenstruktur millimetergenau dreidimensional als etwa 2 cm dicke Schale nachgebildet und farblich an das Original angepasst. Entsprechend der Original-Höhle wird die Raumtemperatur in einigen Bereichen des Museums auf +14 °C gehalten.
Im Museum integriert ist die begehbare Nachbildung des nahezu kompletten Höhlensystems. Darüber hinaus enthält das Museum auch – einzeln zugänglich – nochmals alle wesentlichen Passagen mit künstlerischen Darstellungen.
Das Projekt – entworfen vom norwegischen Architekturbüro Snøhetta – wurde unter der Regierung von Nicolas Sarkozy entwickelt, 2012 aufgrund einer Finanzkrise auf Eis gelegt, 2016 aber fertiggestellt und am 15. Dezember 2016 eröffnet.

## Galerie

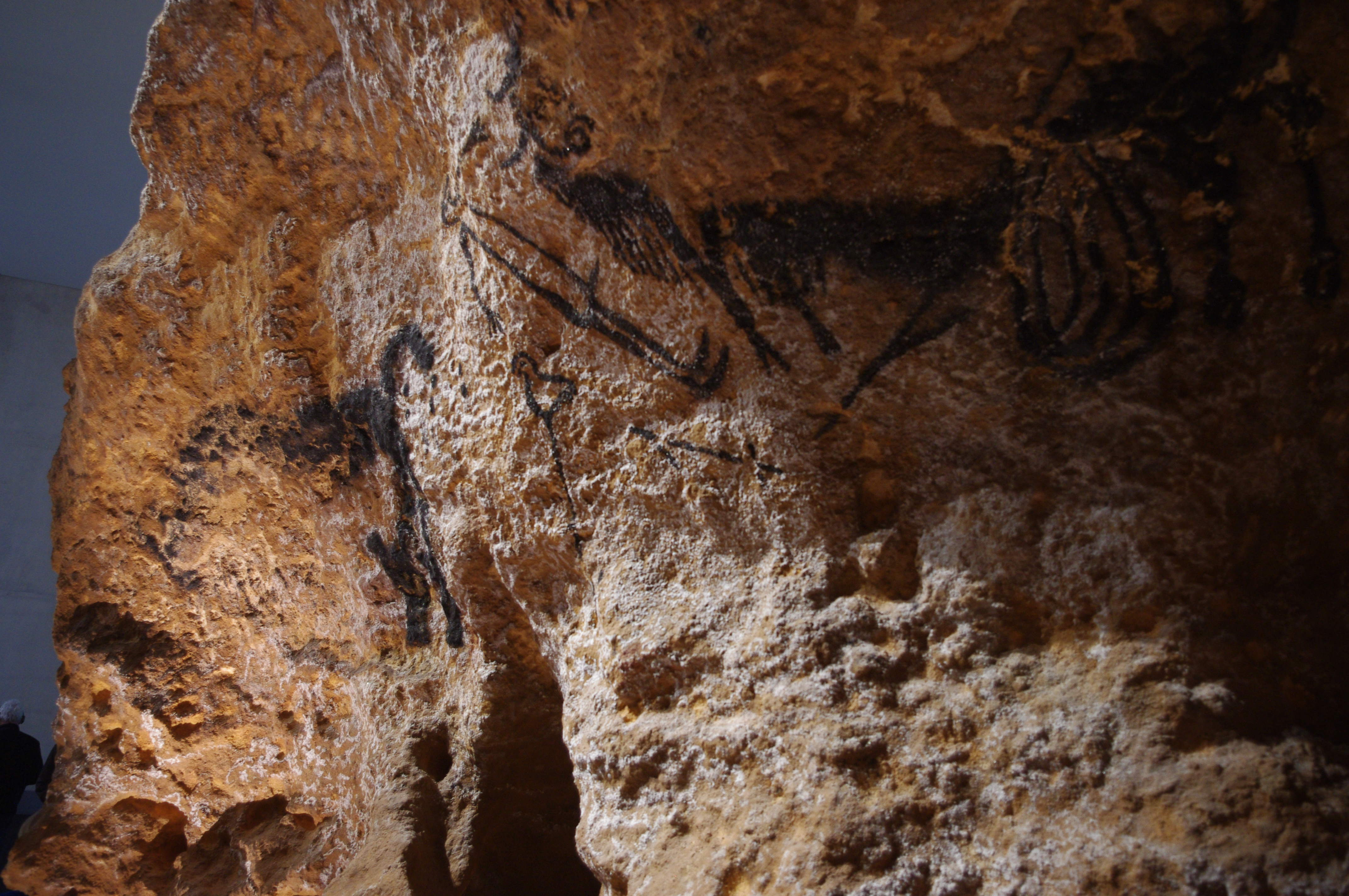
Schachtszene (Replik, Lascaux IV)
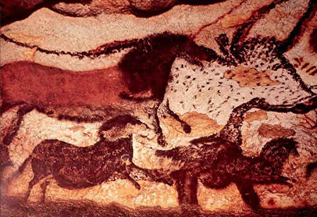
Auerochse und Pferde
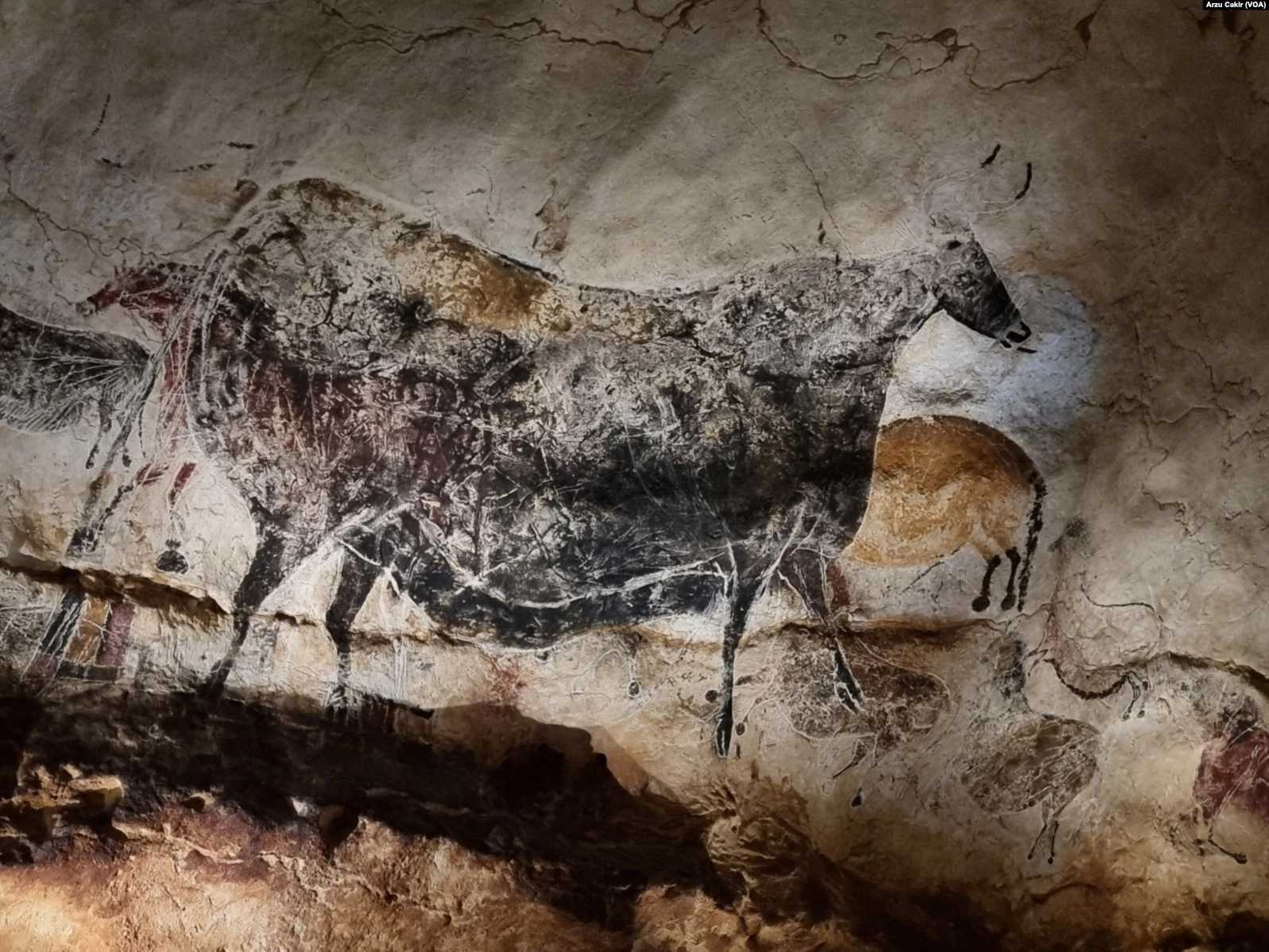
Schwarze Kuh
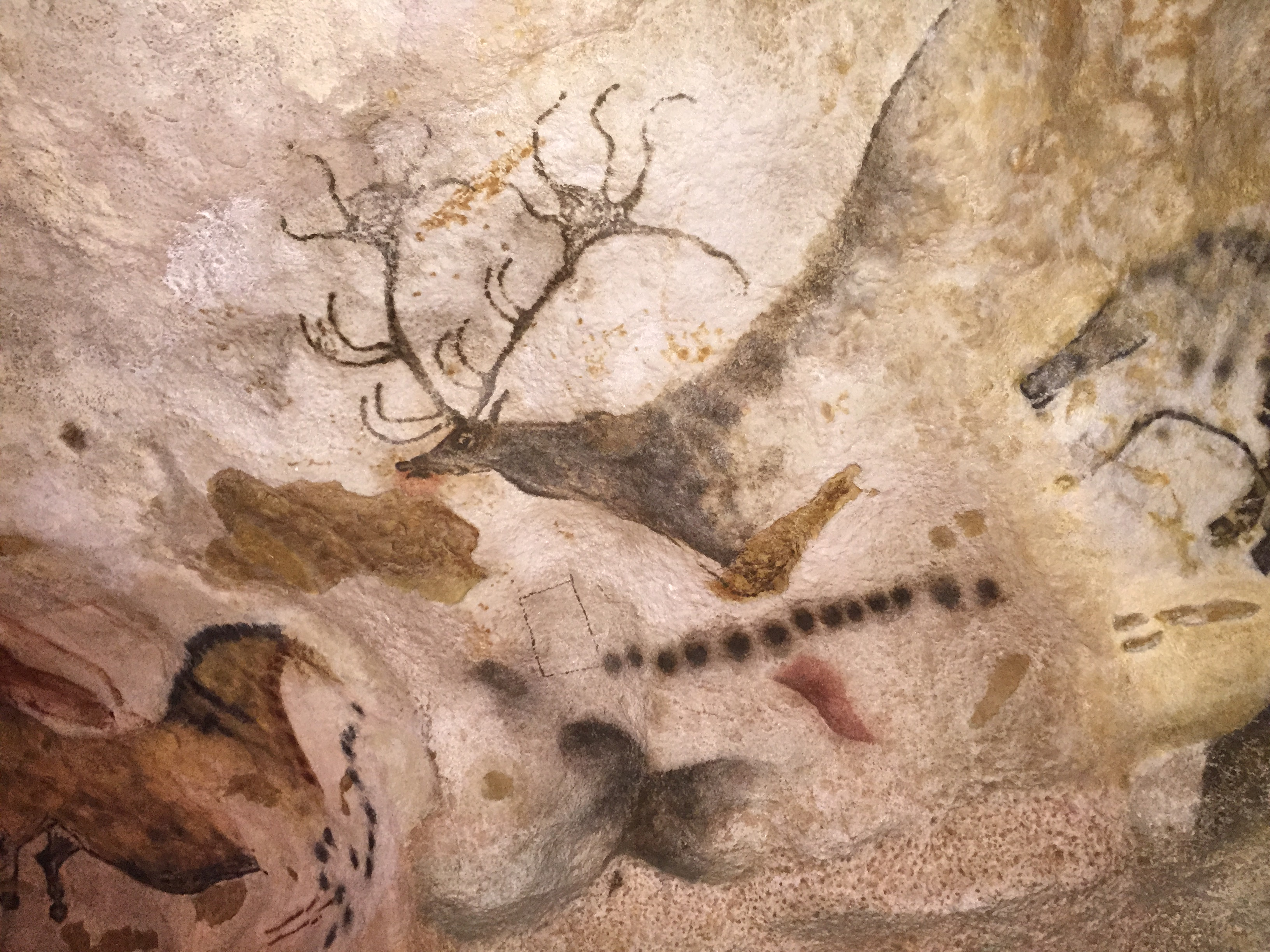
Riesenhirsch, Pferde und Zeichen